# Delissea kauaiensis
Delissea kauaiensis är en klockväxtart som först beskrevs av Thomas G. Lammers, och fick sitt nu gällande namn av Thomas G. Lammers. Delissea kauaiensis ingår i släktet Delissea, och familjen klockväxter. Inga underarter finns listade i Catalogue of Life.

## Bildgalleri

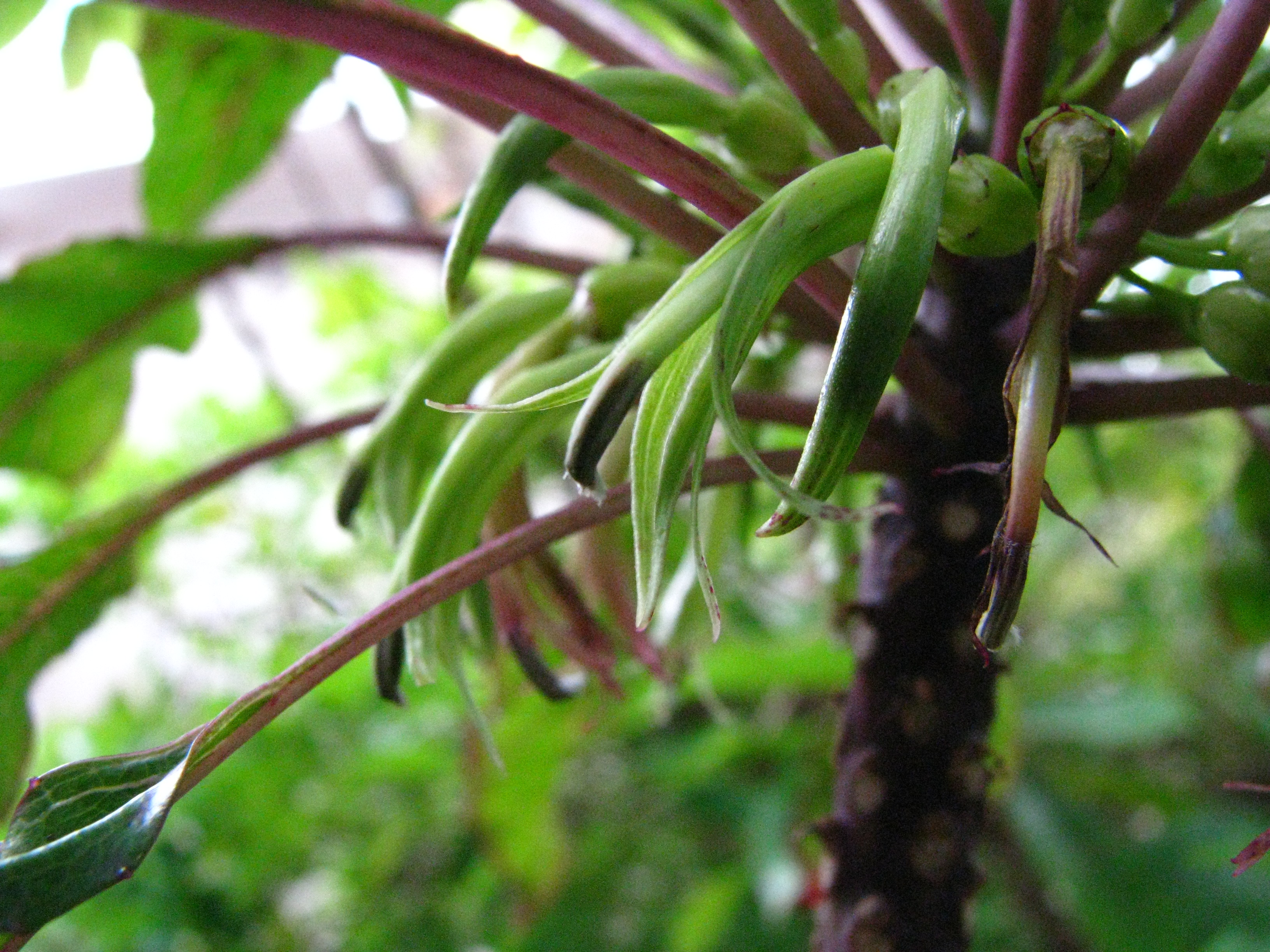
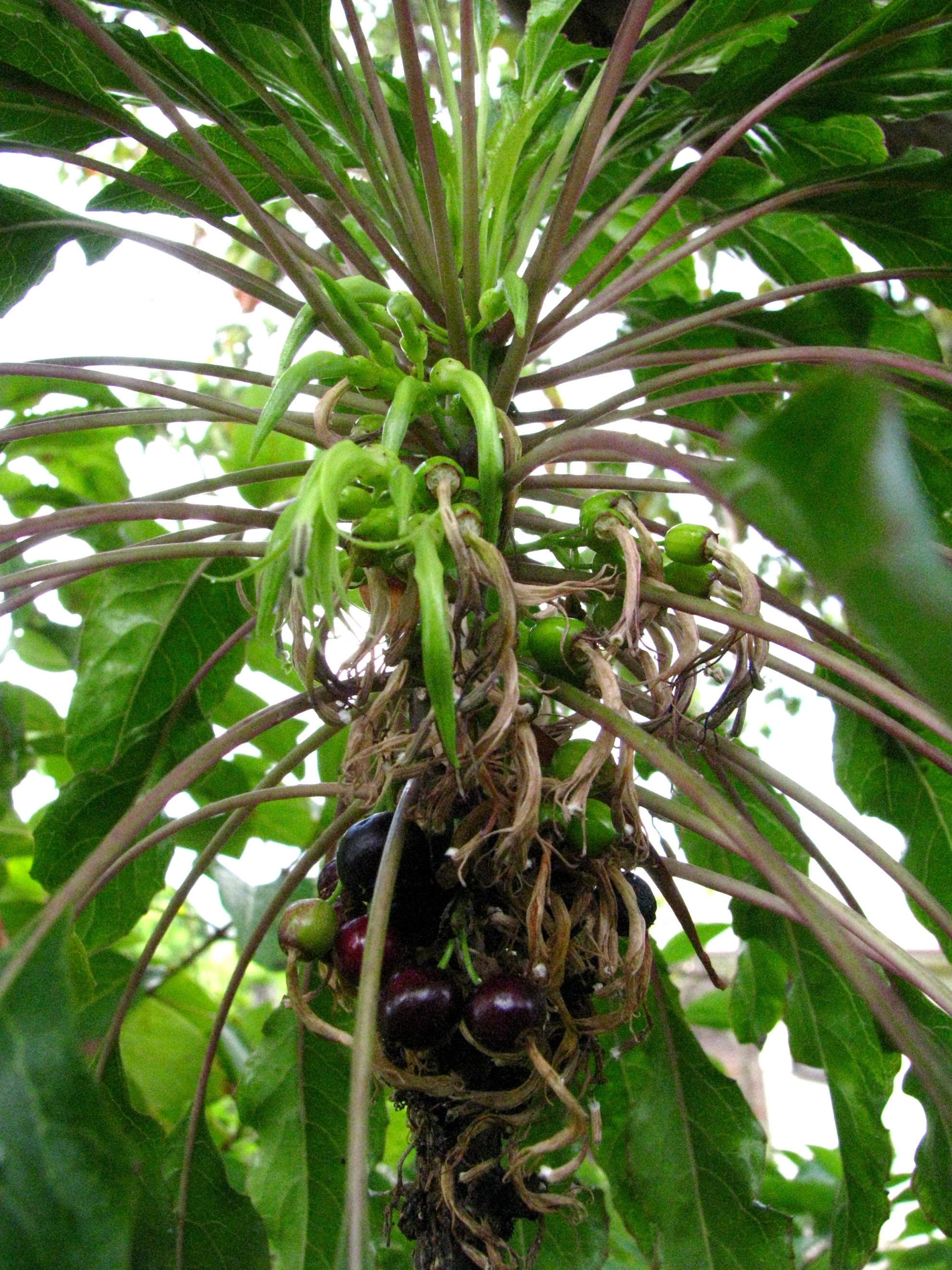
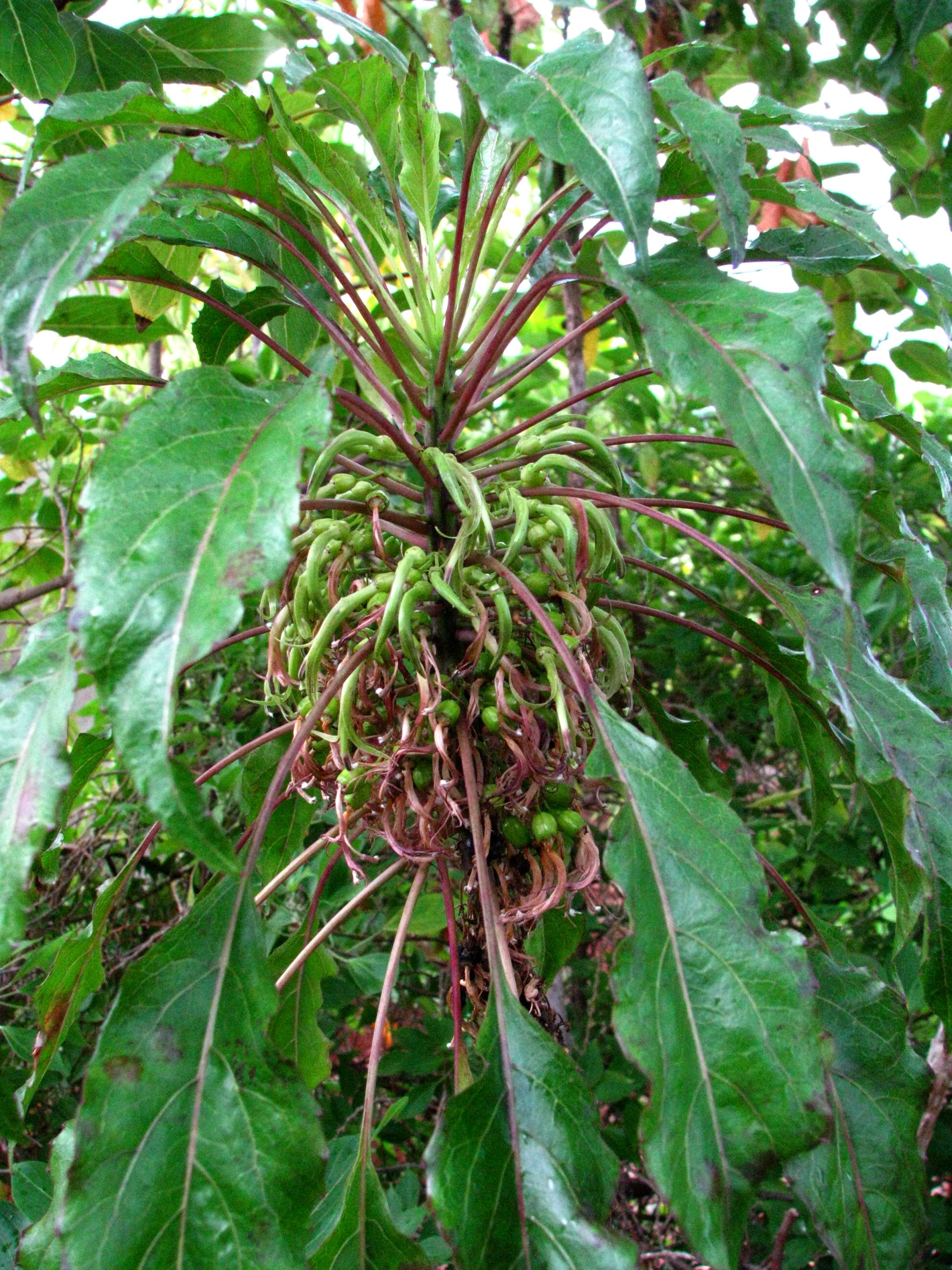
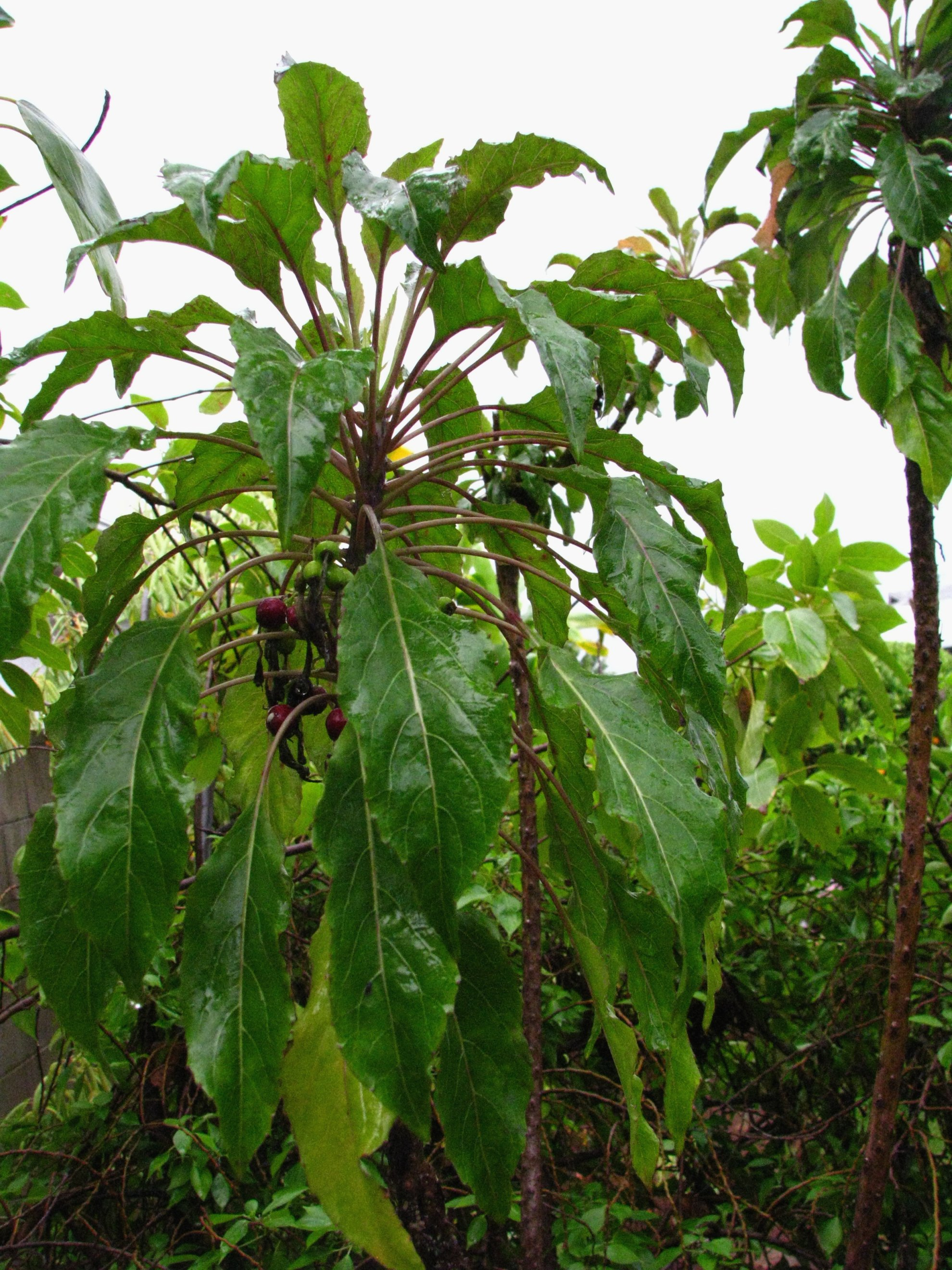
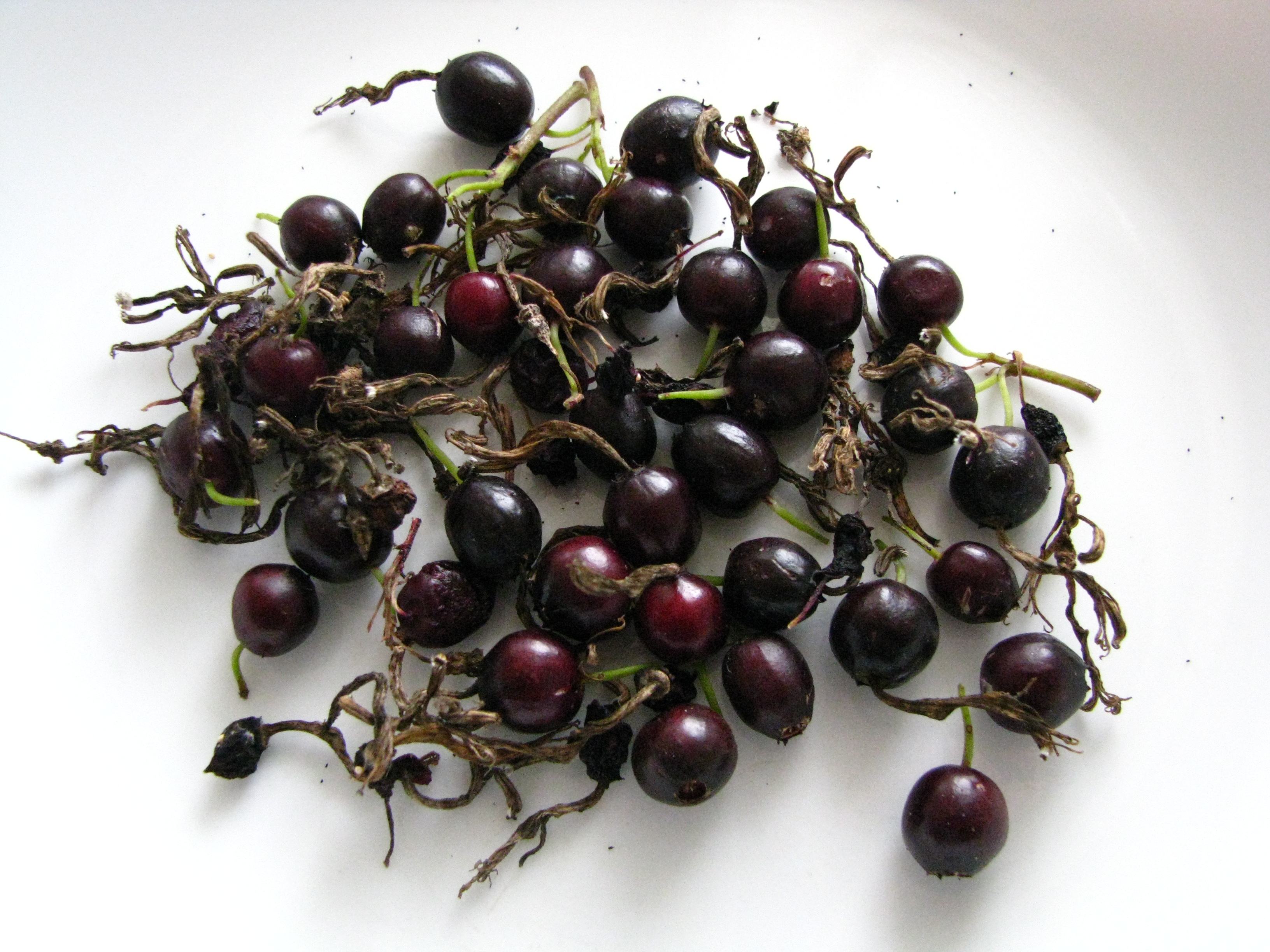
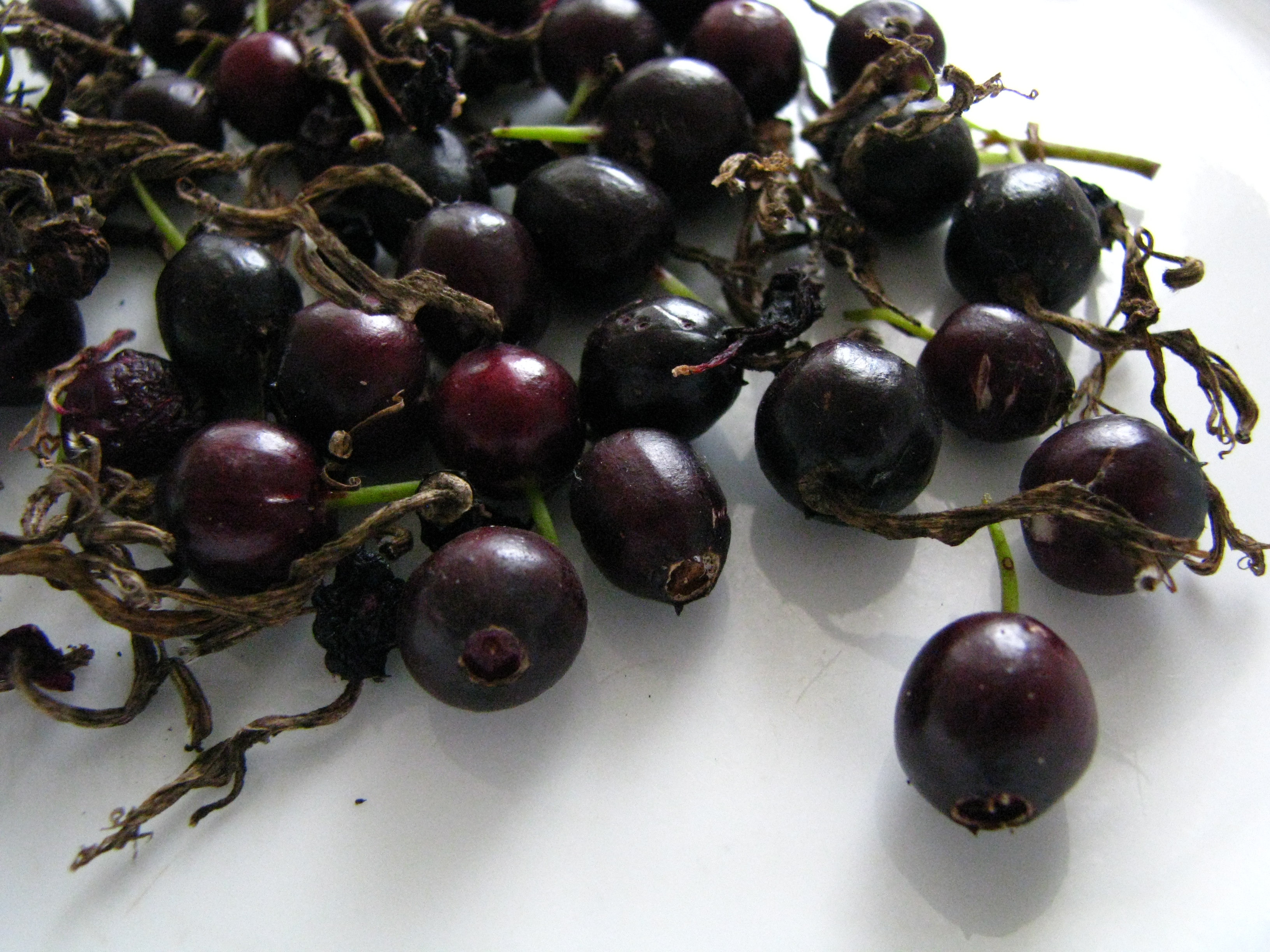